# Nationale Beweging voor de Ontwikkeling van de Maatschappij
De Nationale Beweging voor de Ontwikkeling van de Maatschappij (MNSD)  (Frans: Mouvement National pour la Société de Développement) is een Nigerese politieke partij. De partij werd in 1989 opgericht en was de regerende partij van 1989 tot 1993 en opnieuw van 1999 tot 2010. Toen kwam er een einde aan de regering van president Mamadou Tandja die afgezet werd bij een militaire coup.

## Geschiedenis

### 1989-1996
De MNSD werd in 1989 opgericht door president Ali Saibou. Op dat moment was Niger nog een eenpartijstaat. Eind 1990 besloot Saibou Niger om te vormen tot een meerpartijenstelsel en werden er meer partijen toegestaan.
Er vond in 1991 een scheuring plaats binnen de MNSD. Een deel van de partij schaarde zich achter Mamadou Tandja, terwijl een ander deel de partij verliet onder leiding van Moumouni Adamou Djermakoye. Zij waren belangrijke figuren onder de regering van Seyni Kountché. Djermakoye vormde de Nigerese Alliantie voor Democratie en Vooruitgang (ANDP). Op een congres in maart 1993 trad Saibou af als partijvoorzitter. In november 1991 werd Tandja benoemd als zijn opvolger. Hama Amadou was de nieuwe secretaris-generaal. 
Tandja nam deel aan de presidentsverkiezingen in 1993 en won de eerste ronde. In de tweede ronde eindigde hij echter als tweede achter Mahamane Ousmane. De MNSD behaalde wel 29 van de 83 zetels in het parlement en werd daar de grootste partij. De partij belandde wel in de oppositie. In 1995 werden er nieuwe verkiezingen uitgeschreven. De MNDS vormde een coalitie met de Nigerese Partij voor Democratie en Socialisme (PNDS). Zij behaalden een meerderheid en er werd een regering gevormd waarvan Amadou de nieuwe premier zou moeten worden. President Ousmane was afkomstig van de Democratische en Socialistische Vergadering (CDS) en wilde liever Amadou Cissé, een ander  MNSD-lid, als premier en benoemde deze ook. Het parlement ging daarmee echter niet akkoord en daarom benoemde Ousmane na twee weken, op 21 februari 1995, toch Amadou als premier.
De samenwerking tussen Ousmane en Amadou verliep niet goed en er ontstond een patstelling. Ousmane weigerde vanaf april om de kabinetsvergadering bij te wonen, hoewel hij daar wettelijk toe verplicht was. Amadou verving in juli de hoofden van een aantal staatsbedrijven, een beslissing waar Ousmane fel op tegen was. Ook probeerde Amadou de rol van president over te nemen binnen de ministerraad. De spanningen liepen zo hoog op dat Ousmane liet weten na een jaar – de termijn die in de grondwet werd genoemd- nieuwe verkiezingen uit te schrijven.

### 1996-2010
Het kwam echter niet zover doordat er op 27 januari 1996 een militaire coup plaatsvond onder leiding van Ibrahim Baré Maïnassara. Deze organiseerde wel nieuwe verkiezingen, maar daarbij werd gefraudeerd. De MSND-kandidaat Tandja eindigde als derde bij de verkiezingen die door Maïnassara werden gewonnen. De parlementsverkiezingen in november 1996 werd geboycot door de MNSD.
In april 1999 verloor Maïnassara het leven bij een aanslag. Er vond een nieuwe militaire coup plaats en de democratie werd hersteld. De presidentsverkiezingen werd in 1999 gewonnen door Tandja. De MNSD won 38 zetels in het parlement, maar had samen met het CDS een meerderheid in het parlement. Amadou werd opnieuw premier. Tandja trad af als partijvoorzitter toen hij  president gekozen was. Beide functies waren niet met elkaar te verenigen. Amadou volgde hem in december 2001 op.
De presidentsverkiezingen in 2004 werden ook gewonnen door Amadou. De regering van Amadou moest op 31 mei 2007 aftreden nadat het parlement het vertrouwen had opgezegd. Dit gebeurde vanwege corruptie met gelden die bestemd waren voor het onderwijs. Ousmane koos een opvolger uit drie namen die door het parlement werden genoemd, namelijk Seyni Oumarou. Oumarou was ook lid van de MNSD.
Amadou bleef aan als voorzitter van het MNSD, maar in 2008 begon de federale politie van Niger een onderzoek vanwege de verduistering van 100 miljoen CFA-frank – omgerekend ongeveer 152.000 euro – aan buitenlands geld. President Tandja riep het parlement in juni 2008 op een speciale commissie aan te stellen om de aanklacht te onderzoeken. De twee bondgenoten waren in de loop van de jaren uit elkaar gegroeid en waren nu elkaars rivalen. Op 26 juni 2008 werd Amadou gearresteerd. Een verzoek op om borg vrij te komen werd afgewezen. Tijdens zijn periode in de gevangenis werd hij ook afgezet als voorzitter van het MNSD. Op 29 juli 2010 werd Oumarou gevangengenomen op beschuldiging van het verduisteren van 270 CFA-frank. Zijn partij was woedend vanwege de arrestatie en stelde dat deze politiek gemotiveerd was. Op 2 augustus 2010 kwam hij vrij op borgtocht.
Na tien maanden, in maart 2009, werd Amadou onverwachts vrijgelaten vanwege gezondheidsproblemen. Amadou vertrok voor een medische behandeling naar Frankrijk, maar bleef daar ook. De regering van Niger vaardigde een internationaal opsporingsbevel uit. Intussen had president Tandja het parlement van Niger ontbonden omdat hij langer wilde aanblijven als president.

### 2010-heden
President Tandja’s termijn liep in december 2009 af. Volgens de grondwet mocht hij niet voor een derde termijn worden gekozen. Hij wilde echter dat er een referendum zou worden gehouden, omdat hij langer wilde aanblijven. Hij ontbond het parlement en stelde nieuwe leden aan in het Hooggerechtshof. Deze gingen akkoord met het het referendum. Op 18 februari 2010 vond er een staatsgreep plaats door een groep militairen onder leiding van Salou Djibo. Zij vormden een nieuwe regering, genaamd de Hogeraad tot Herstel van de Democratie. Zij ontbonden het parlement en stelde een commissie aan die een nieuwe grondwet zou ontwerpen.
Begin 2011 werden er nieuwe presidentsverkiezingen gehouden. Tandja zelf zat ten tijde van de verkiezingen nog gevangen. Dit maakte het voor hem onmogelijk mee te doen aan de verkiezingen, ondanks verzoeken tot vrijlating van zijn partij de MNSD. De partij schoof daarom Oumarou naar voren als kandidaat voor het presidentschap. Deze was van 2007 tot 2009 premier van het land geweest. Oumarou eindigde bij de verkiezingen als tweede achter Mahamadou Issoufou. Bij de parlementsverkiezingen haalde partij 23 van de 113 beschikbare zetels. Vijf jaar later haalde de partij nog maar tien procent van de stemmen en verkreeg daarmee 20 van de 171 beschikbare zetels. Zij maakte deel uit van de coalitieregering die president Issoufou steunde.